# 越南共和國第23步兵師
第23師是隸屬於越南共和國陸軍（南越陸軍）第2軍的一支師級步兵戰鬥單位，任務轄區是西原（中央高地）各省。
該師的師部與第2軍司令部同樣位於波來古市。